# Централен дворец на пионерите „Георги Димитров“
Централният дворец на пионерите „Георги Димитров“ в София е съществувал под това наименование от 1951 г. до 1990 г. като финансирано от държавата комплексно извънучилищно учреждение, организационно-методически, учебно-възпитателен, масовополитически и представителен институт на Димитровската пионерска организация „Септемврийче“.

## Създаване
Основите на институцията са положени с Решение № 1 от 4 март 1949 г. на Министерския съвет на Народна република България.
С постановление № 2464 от 11 септември 1950 г. на Министерския съвет, на Министерството на народната просвета е предоставена сградата на Софийската духовна семинария, за да бъде преустроена в Централен дворец „Септемврийче“.
Дворецът е открит през септември 1951 г.
След 1951 г. комплексът е пригоден към новите си функции, изградени са киносалон, театрална зала, кафе-сладкарница.
От 1964 г. дворецът носи името на Георги Димитров.

## Основни задачи

### Обществено-политически
Централният пионерски дворец „Георги Димитров“ е създаден и функционира във време, през което животът в България във всичките му обществени форми и прояви е доминиран от Българската комунистическа партия. Политическото възпитание, обучението, обществената ориентация на децата са важна съставка от политиката за формиране на обществото съобразно постановките на партийната идеология и партийните предвиждания за бъдещото му развитие. В духа на тази политика децата са организирани – разпределени според възрастта им, в четите „Чавдарче“, Димитровската пионерска организация „Септемврийче“ и Димитровския комунистически младежки съюз (Комсомол), като последният в качеството на масова младежка организация на БКП е пряко ръководен от нея и съответно упражнява ръководството и контрола върху другите две по-малки масово организирани възрастови групи. Съобразно тази терминология обект на дейността на двореца като институция са не просто децата, а чавдарчетата, пионерите и комсомолците.
В този смисъл основните задачи на институцията са обогатяването и развитието на теорията и методиката на пионерската и комсомолската работа, както и учебно-възпитателната дейност. Дворецът осъществява методическо ръководство на пионерските домове в страната; участва в квалификацията на пионерските и педагогическите кадри, на ръководителите на колективи по интереси и по местоживеене, в обучението на пионерския и комсомолския актив; оказва помощ на пионерските дружини, на отредите и четите „Чавдарче“, както и изучава, обобщава, популяризира и внедрява добрия опит по всички направления от дейността на пионерската организация.

### Учебно-възпитателни
Всяка година във формите на учебно-възпитателната работа на двореца се занимават около 6000 чавдарчета, пионери и комсомолци, обединени в 310 групи по 67 специалности в областта на науката, техниката, изкуствата, спорта, обществената дейност. Има кръжоци по роботика и информатика, екология, бионика, биомеханика, електроавтоматика, кино- и фототехника, корабо- и ракетомоделизъм, авто- и мототехника, химия, етнография, дърворезба, школи по живопис, скулптура, керамика и други. Изградени са секции по художествена и спортна гимнастика, баскетбол, футбол, спортно ориентиране, ветроходство, ски-туризъм, шахмат и други. Дворецът разполага със специализирана библиотека, кинозала, зала на приказките (със стенописи от художника Георги Атанасов Петров), пионерски театър, куклен театър, лятна естрада, балетна зала, игротеки, футболно и баскетболно игрище, опитно поле, оранжерия и други.

## Представителни състави
Представителните пионерски състави на двореца са: хор „Бодра смяна“ (създаден през 1946 г.), танцов ансамбъл „Росна китка“ (създаден през 1946 г.), балетно студио „Макове“ (създадено през 1947 г.), Детско-юношеска филхармония „Пионер“ (създадена през 1953 г.), детско-юношески фолклорен ансамбъл „Изворче“ (създаден през 1961 г.), пионерски театър (създаден през 1946 г.), куклен театър „Зорница“ (създаден през 1951 г.), представителен пионерски ритуален състав „Ангажирана песен“ (създаден през 1987 г.), вокално-инструментален състав „Пим-Пам“ (създаден през 1977 г.) и други.

## Промени
След промяната на общественото устройство през 1989 г., с Решение № 79 от 14 април 1990 г. на Министерския съвет сградата се връща на Софийската духовна семинария, а дворецът като институция – вече под името Национален дворец на децата и с основни задачи, освободени от дотогавашната партийна обвързаност и функционалност, се премества в построена през 80-те години на 20 век сграда на бул. „Александър Стамболийски“ № 191 в София, дотогавашен районен партиен дом на Българската комунистическа партия.